# Arlington, Illinois
Arlington är en ort (village) i Bureau County i Illinois. Vid 2010 års folkräkning hade Arlington 193 invånare.